# Story Of The Year (EP)
Story Of The Year е EP на групата Story Of The Year, по онова време по-известни като Big Blue Monkey.

## Песни
1. Story Of The Year 3:44
2. Light Years Away 3:11
3. Razorblades And Cupcakes 4:25
4. So Far So Good 3:23
5. In Her Bedroom 10:10

## Членове на групата
- Дан Марсала – Вокалист
- Райън Филипс – Соло китара
- Адам Русел – Бас китара
- Филип Снийд – Ритъм китара
- Джош Уилс – Барабани